# Federació Espanyola de Municipis i Províncies
La Federació Espanyola de Municipis i Províncies (FEMP) és una associació espanyola d'entitats locals que agrupa ajuntaments, diputacions provincials i la diputació foral d'Àlaba, consells insulars i cabildos insulars amb l'objectiu de defensar l'autonomia de les corporacions locals, els interessos generals d'aquests davant les altres administracions públiques i la prestació de serveis de tota mena a les corporacions locals.

## Història
El 12 de gener de 1980 uns alcaldes es reuniren a Madrid, convocats per Enrique Tierno Galván (aleshores alcalde de Madrid). D'aquesta reunió sorgí una gestora presidida per Pedro Aparicio Sánchez (aleshores alcalde de Màlaga). Aquest va ser el responsable de constituir formalment la Federació Espanyola de Municipis el 23 de juny de 1980.
La primera assemblea general es va celebrar a Màlaga durant el 13 i 14 de juny de 1981, en la qual es parlà d'incloure les províncies i les illes. L'alcalde de Màlaga fou elegit president de l'assemblea. La FEMP es va constituir com a Secció Espanyola del Consell de Municipis i Regions d'Europa.
La segona assemblea es va celebrar a Barcelona, l'octubre de 1983. L'alcalde de Saragossa Ramón SAinz de Varando fou elegit president.
La tercera fou celebrada el novembre de 1985 a Madrid i fou elegit president l'alcalde de Valladolid, Tomás Rodríguez Bolaños.
La quarta fou celebrada a València el desembre de 1987 i Tomás Rodríguez Bolaños fou reelegit com a president.
La cinquena tingué lloc a Saragossa el novembre de 1991. L'alcalde d'A Coruña fou elegit president, Francisco Vázquez Vázquez.
Una assemblea extraordinària tingué lloc a A Coruña el novembre de 1993 perquè es debatira el Marc Competencial de les Corporacions Locals.
La sisena assemblea fou celebrada el novembre de 1995 a Madrid i Rita Barberà Nolla, alcaldessa de València, fou elegida presidenta de la FEMP.
El desembre de 1997, la FEMP estava formada per 5.359 municipis, els quals cobrien el 90,09% de la població total, 37 diputacions provincials (de 39 que són el total), tres consells insulars balears i set cabildos canaris.
Va quedar constituïda a l'empara del disposat en la Disposició Addicional Cinquena de la Llei 7/1985, de 2 d'abril, Reguladora de les Bases de Règim Local i va ser declarada com Associació d'Utilitat Pública mitjançant acord de Consell de Ministres el 26 de juny de 1985.

## Seu
Constitueix la secció espanyola del Consell de Municipis i Regions d'Europa (CMRE), i és la seu oficial de l'Organització Iberoamericana de Cooperació Intermunicipal (OICI).
La seu oficial es troba a Madrid.

## Organització interna
L'Assemblea General és l'òrgan sobirà que es reuneix cada quatre anys. El Consell Federal es reuneix cada dos anys i és el màxim òrgan entre assemblees. La Comissió Executiva és l'encarregat de dur a terme els acords de l'assemblea general i del consell federal. El president representa de manera ordinària la FEMP i presideix alhora el consell federal i la comissió executiva. El funcionament quotidià és tasca de la Secretaria General i per a la labor diària es formen comissions de treball, que fan estudis i propostes relatives a les corporacions locals.

## Consell Federal de la FEMP
La composició actual de membres del Consell Federal de la FEMP és la següent:
- Presidente: Abel Caballero Álvarez, alcalde de Vigo
- Vicepresident primer: Cuca Gamarra, alcaldessa de Logronyo (La Rioja)
- Vicepresident segon: Aníbal José Vázquez Fernández, alcalde de Mieres (Astúries)